# Giulio Toniolatti

a Compétitions nationales et continentales officielles uniquement.

b Matchs officiels uniquement.
Dernière mise à jour le 29 août 2018.
Giulio Toniolatti, né le 15 janvier 1984 à Rome (Italie), est un joueur professionnel de rugby italien qui pèse 80 kg pour 1,80 mètre. Il compte 15 sélections avec l'équipe d'Italie et évolue au poste de demi de mêlée ou d'ailier. Il prend sa retraite en 2017.

## Biographie
Giulio Toniolatti commence sa carrière de joueur professionnel en 2006 avec le club de Unione Rugby Capitolina, ou il inscrit 8 essais en 44 matchs. En 2009 il rejoint le Rugby Roma Olimpic, il y joue par 20 fois dont 19 en tant que titulaire, et marque 1 essai. L'année suivante il signe au Aironi Rugby avec lequel il marque 2 essais en 33 matchs. Après la dissolution du club en 2012, il rejoint le Benetton Trévise pour 1 an. Il y marque 1 essai en 11 rencontres. La saison suivante les Zebre s'attache ses services. Il y reste 3 ans pour un bilan de 5 essais en 46 matchs. En 2016 il rejoint le Lazio Rugby evoluant en Super 10.  Il y inscrit pas moins de 7 essais en 16 rencontres. Il prend sa retraite à la fin de la saison.

## Carrière

### En clubs
- Unione Rugby Capitolina ( Italie)  2006 - 2009
- Matchs: 44 ;  Points: 40
- Rugby Roma Olimpic ( Italie) 2009 - 2010
- Matchs: 20 ; points: 5
- Aironi Rugby ( Italie)   2010 - 2012
- Matchs: 33 ; Points: 10
- Benetton Trévise ( Italie) 2012 - 2013
- Matchs: 11 ; Points: 5
- Zebre  ( Italie) 2013 - 2016
- Matchs: 46 ; Points: 25
- Lazio Rugby ( Italie) 2016 - 2017
- Matchs: 16 ; Points:  37

### En équipe nationale
- Italie 2008–2014

Giulio Toniolatti débute avec l'Italie le 8 novembre 2008 lors de la tournée d'automne face aux Australiens.

## Palmarès

### En équipe d'Italie
- 15 sélections avec l'équipe d'Italie
- 10 points marqués
- Sélections par année : 1 en 2008, 4 en 2009, 3 en 2011, 4 en 2012 et 3 en 2014
- Tournois des Six Nations disputés : 3 en 2009, 2011 et 2012
- Coupe du monde disputée : 1 en 2011